# Etude op. 25, nr. 11

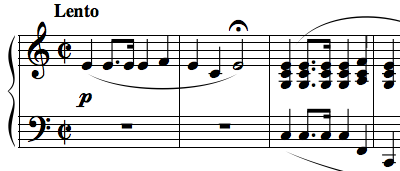
De intro van Etude op. 25, nr. 11

Etude op. 25, nr. 11 (of 'Winterwind') is een etude voor piano van Frédéric Chopin. De etude is de voorlaatste uit de reeks van opus 25. Deze etude is geschreven in a klein. In de beginmaten wordt het thema in a klein gespeeld dat later opnieuw voorkomt, maar gemoduleerd naar e klein. Tegen het einde wordt het thema nogmaals herhaald in a klein.

De etude is gecomponeerd in 1834 en uitgegeven in 1837. De eerste Franse editie had maatsoort 4/4, tegenover het manuscript en de Duitse editie die 2/2 als maatsoort hadden. De vier eerste maten van het stuk karakteriseren het thema. Ze werden juist voor de publicatie aan het stuk toegevoegd op advies van Charles A. Hoffman, een vriend van Chopin. Deze introductie geeft het thema weer dat in heel het stuk gebruikt wordt.

## Structuur
De Winterwind etude zorgt ervoor dat de vaardigheden van de pianist nog extra getraind worden. Dit wordt veroorzaakt door de vele snelle noten, iets wat overeenkomsten heeft met barokke motoriek, in combinatie met de grote sprongen in de linkerhand. De techniek is zeker niet gemakkelijk. Technisch gezien is dit een van de moeilijkere etudes in het hele oeuvre van Chopin. De vaardigheden die nodig zijn om dit stuk te kunnen spelen, zijn essentieel voor een concertpianist. De etude begint langzaam met de lichte, rustige hoofdmelodie van het stuk (zie bovenstaande afbeelding). Daarna volgt het thema in de linkerhand, maar deze keer veel zwaarder. Er worden soms octaven gebruikt om de melodie nog zwaarder te laten klinken. Het tweede thema is gelijkaardig, alleen in de parallelle toonsoort, C groot. Vanaf hier klinkt het stuk niet zo droevig. Maar dit waait al snel voorbij en vloeit voort in een herhaling van het eerste thema in a klein. De etude eindigt met een paar akkoorden in de coda die fortissimo gespeeld worden. Hier herken je zeker de introductie in. Gedurende het gehele stuk speelt de rechterhand constant vele snelle noten die af en toe heel chromatisch klinken.
- Heeft u problemen met het afspelen van deze bestanden? Zie audiohulp.

- Gemeinsame Normdatei: 300036965
- Library of Congress Control Number: no93034487
- MusicBrainz work: 551b5d69-11a0-38f3-9b77-944a151500a3
- Virtual International Authority File: 301265719